# Pistolet Barak
IMI SP-21 Barak – izraelski pistolet samopowtarzalny.
Opracowany w 2002 roku przez izraelska firmę Israel Military Industries. Z założenia miał być pistoletem przeznaczonym na wyposażenie Sił Obronnych Izraela, w których zastąpić miał znajdujące się na wyposażeniu pistolety Jericho i bardzo popularne Glocki.
Jednak w 2003 roku firma zdecydowała się na zaprezentowanie pistoletu na szerokim rynku konsumenckim zarówno w Europie, jak i w Stanach Zjednoczonych (na rynku amerykańskim pistolet zaprezentowano pod nazwą Magnum Research SP-21).
Pistolet działa na zasadzie krótkiego odrzutu lufy. Mechanizm uderzeniowy kurkowy typu Double Action. Pistolet posiada poligonalna lufę, pod która dodatkowo umieszczona została szyna taktyczna typu Picatinny (umożliwiająca zamontowanie dodatkowych akcesoriów). Manualny bezpiecznik skrzydełkowy umieszczony w górnej części chwytu, po obu stronach umożliwia obsługę pistoletu przez strzelców leworęcznych. Pistolety przeznaczone na amerykański rynek cywilny posiadają również dodatkowy bezpiecznik wewnętrzny. Pistolet wykonany jest z polimerów.